# Бухбах (Верхняя Бавария)
Бухбах (нем. Buchbach) — община в Германии, в земле Бавария.
Подчиняется административному округу Верхняя Бавария. Входит в состав района Мюльдорф-на-Инне. Население составляет 3111 человек (на 31 декабря 2010 года). Занимает площадь 28,85 км².